# 侯君集

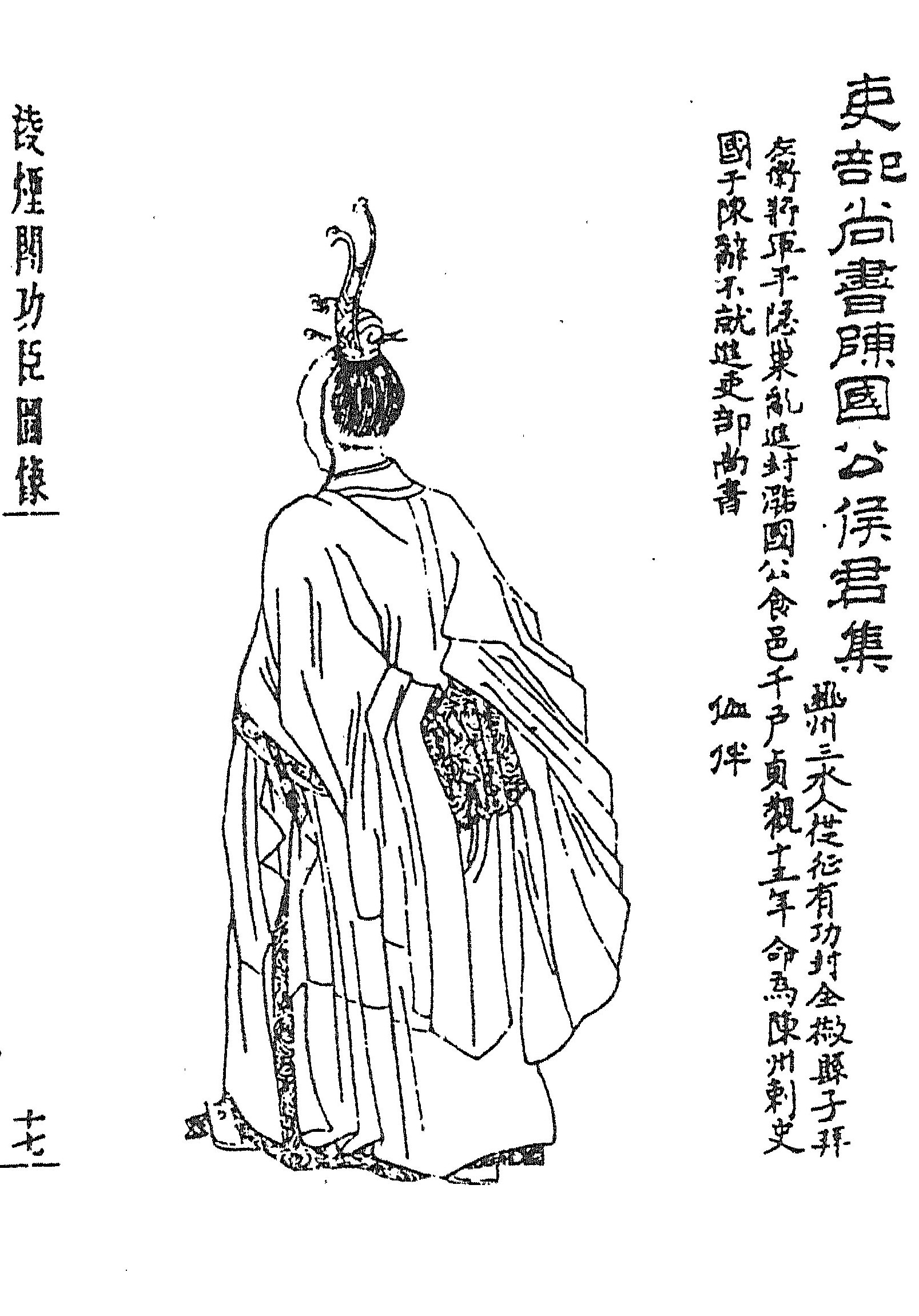
侯君集

侯 君集（こう くんしゅう、生年不詳 - 貞観17年4月6日（643年4月29日））は、中国の唐の軍人。本貫は豳州三水県（現在の陝西省咸陽市旬邑県）。唐の凌煙閣二十四功臣のひとりに挙げられた。

## 経歴
唐の秦王李世民の幕府に召されて、その征戦に従い、累進して左虞候・車騎将軍に任じられ、全椒県子に封じられた。李世民の恩遇をこうむるようになり、謀議に参与した。武徳9年（626年）の玄武門の変において、李建成・李元吉を排除する計画に、君集も多くの献策をおこなった。太宗（李世民）が即位すると、左衛将軍に転じ、功績により潞国公に進封され、封邑千戸を受けた。まもなく右衛大将軍に任じられた。
貞観4年（630年）、兵部尚書となり、朝政に参画した。吐谷渾の伏允を討つこととなり、李靖が西海道行軍大総管となり、君集はその下で積石道行軍総管となった。貞観9年（635年）3月、唐軍が鄯州にいたると、君集は「わが大軍が到着したのに、敵はまだ険阻なところに逃げ込んでいません。精鋭を選んで長駆急進すれば、敵は我らの恐れるところではなく、必ず勝利を得られましょう。しかしこの策を用いなければ、敵に険阻な山岳地帯に逃げ込まれて、討つのが困難となります」と李靖に言った。李靖は君集の策を是として、精鋭を選んで深入りさせた。李道宗が伏允の軍を庫山で撃破した。伏允は河原に逃げ込んだので、李靖は兵を二分して、李靖と薛万均・李大亮は北路を取り、君集と李道宗には南路を行かせた。君集は破邏真谷を経て、漢哭山を越えて二千里あまり、星宿川を過ぎ、柏海にいたるまで、連戦連勝した。北に積石山を望み、黄河の河源まで出た。軍を反転させて李靖と大非川で合流し、吐谷渾を平定して凱旋した。
貞観11年（637年）、陳州刺史に任じられ、陳国公に改封された。貞観12年（638年）、吏部尚書となり、光禄大夫に位を進めた。吐蕃が松州を囲んだとき、君集は当弥道行軍大総管となって、吐蕃を攻撃した。
貞観13年（639年）、高昌王の麴文泰が西域の通商路を遮断したので、太宗は麴文泰に入朝をうながしたが、麴文泰は病と称して来なかった。そこで君集を交河道行軍大総管として高昌を討たせた。貞観14年（640年）、唐軍が磧口に到着すると、麴文泰は亡くなり、その子の麴智盛が高昌王の位を継いでいた。君集が柳谷にいたったとき、麴文泰の葬儀のため、高昌の国人がみな集結していることを候騎が報告した。諸将はこれを襲撃するよう求めた。しかし君集は、「いけない。天子は高昌が驕慢無礼であるので、わたしに天罰を代行させたのだ。いま墓前にある人々を攻撃しては、問罪の師とはならない」と答えた。君集は太鼓を鳴らして示威しながら進軍すると、高昌の人々は城に籠もって守った。君集はかれらを招諭しようとしたが、降すことができなかった。先立って太宗が攻城器械を大量に用意して、君集に運ばせていたので、君集は木材で塹壕を埋め、撞車を押し立てて見下ろし、投石車で石を城中に打ち込んで陥落させた。さらに進軍して高昌の都城を囲んだ。麴智盛は西突厥からの援軍がないことを知ると、開門して降った。君集は兵を分けて高昌の地を平定すると、石にその武功を刻ませた。麴智盛とその部下たちを長安に連行しながら、凱旋した。
君集が高昌を破ったとき、無罪の人を奴隷に落として分配し、また私的に宝物や婦人を略取していた。部下の将士たちもこれを知って、競って盗みに走った。君集は発覚を恐れて、あえて規制しようとしなかった。長安で役人がその罪を奏上すると、詔により獄に下された。中書侍郎岑文本が、漢の李広利や陳湯の例を引いて君集の罪を許すよう上疏したため、太宗は君集を許して釈放した。
貞観17年（643年）、皇太子李承乾は廃位をおそれ、君集はひとたび罪に落とされて現状に不満を持っていたため、協力して兵変を計画した。しかし2月に発覚して逮捕された。太宗は君集の功績を思って一命を許したかったが、群臣が法によって君集の罪を許すべきでないと次々に奏上したため、太宗はやむなく処刑を決断し、4月に執行された。君集の妻と一子は嶺南に流され、君集の祭祀を継いだ。

## 人物・逸話
- 君集の性格について、外面を飾りたてて、人に威張るのを好んでいたと伝える。弓矢をおもちゃにして弓術でできない技はなく、武勇を誇っていた。
- 君集は兵隊の出身だったので、もともと学問がなく、任官されるようになってから、読書を始めた。それでも人材の選挙をつかさどり、考課を定め、出ては将軍となり、入っては朝政に参画し、いずれも時の栄誉をえた。
- 君集は西域で功績を挙げながら、ひとたびは獄に落とされたため怏怏として楽しまなかった。張亮が太子詹事として洛州都督となることを知ると、君集は激怒して張亮と大げんかした。
- 君集は李承乾の乱が発覚する直前に画像が凌煙閣に置かれたため、二十四功臣に列することができた。君集が処刑されるとき、太宗は「公とは永の別れとなるかな。今後は、ただ公の遺影を見るだけだ」といってすすり泣いた。

## 伝記資料
- 『旧唐書』巻69 列伝第19「侯君集伝」
- 『新唐書』巻94 列伝第19「侯君集伝」